# Таубес, Якоб
Я́коб Та́убес (нем.  Jacob Taubes; 25 февраля 1923, Вена — 21 марта 1987, Берлин) — немецкий философ, социолог религии, исследователь иудаизма.

## Биография
Из семьи раввина. В 1936 семья переехала в Цюрих. Учился в Базеле и Цюрихе. В 1947 защитил в Цюрихе диссертацию о роли мессианских идей в культуре Запада «Западная эсхатология», выпущенная на её основе книга (Берн, 1947) стала его главным прижизненным трудом. В 1949 преподавал философию религии в Нью-Йорке, в 1951—1953 — в Иерусалиме, в Гарварде, Принстоне, Колумбийском университете. С 1966 ординарный профессор иудаики и герменевтики в Свободном Берлинском университете. Оказал влияние на многих современных авторов, таких как Джорджо Агамбен и Петер Слотердайк
Первая жена Таубеса, писательница, антрополог и культуролог Сьюзен (Шошана) Таубес, урождённая Фельдман (1928—1969), дочь будапештского психоаналитика, ученица Пауля Тиллиха, автор диссертации о Симоне Вейль, близкая в США к кругу С. Зонтаг, покончила с собой (она описала свой брак в романе «Развод», 1969). Вторая жена — философ Клементина фон Брентано. Был в близких отношениях с Ингеборг Бахман. Лечился от маниакально-депрессивного психоза. Скончался от рака.

## Взгляды
- «Мартин Хайдеггер и Карл Шмитт суть для меня самые значительные представители немецкого духа конца двадцатых — начала тридцатых годов. То, что оба они связали себя с гитлеровским режимом, ставит меня перед проблемой, которую я не могу снять, просто указав на то, что нацизм взывал к самым низменным инстинктам».

## Творческие связи
Был знаком с Александром Кожевым, пригласил его читать лекции в Берлине. Переписывался с Карлом Шмиттом, Гершомом Шолемом, Хансом Блюменбергом.

## Наследие и признание
Эсхатологические идеи Таубеса, отчасти перекликающиеся с исканиями В. Беньямина, Ф. Розенцвейга, Э. Блоха, привлекли в конце XX в. интерес Жана-Франсуа Лиотара, Джорджо Агамбена, Яна Ассмана, Петера Слотердайка.
Памяти Таубеса посвящена книга Дж. Агамбена «Оставшееся время: Комментарий к Посланию к Римлянам».

## Труды
- Religionstheorie und Politische Theologie. München: Wilhelm Fink Verlag: Verlag F. Schöningh, 1983
- Gnosis und Politik. München: W. Fink, 1984.
- Theokratie. München: W. Fink: F. Schöningh, 1987
- Ad Carl Schmitt. Gegenstrebige Fügung. Berlin: Merve Verlag, 1987
- Abendländische Eschatologie. München: Matthes & Seitz, 1991
- Die politische Theologie des Paulus. Vorträge gehalten an der Forschungsstätte der evangelischen Studiengemeinschaft in Heidelberg, 23.-27. Februar 1987/ Hrsg. von Aleida und Jan Assmann. München: Wilhelm Fink, 1993
- Vom Kult zur Kultur. Baustein zu einer Kritik der historischen Vernunft; gesammelte Aufsätze zur Religions- und Geistesgeschichte/ Hrsg. von Aleida und Jan Assmann. München: Wilhelm Fink Verlag, 1996
- Der Preis des Messianismus. Briefe von Jacob Taubes an Gershom Scholem und andere Materialien/ Elettra Stimilli und Astrida Ment (Hrsg.). Würzburg: Königshausen & Neumann, 2006
- Jacob Taubes und Oskar Goldberg: Aufsätze, Briefe, Dokumente. Würzburg: Königshausen & Neumann, 2011
- Taubes S. Die Korrespondenz mit Jacob Taubes 1950—1951. München: Wilhelm Fink, 2011.
- Taubes S. Die Korrespondenz mit Jacob Taubes 1952. Paderborn: Fink, 2013
- To Carl Schmitt: Letters and Reflections. New York: Columbia UP, 2013
- Hans Blumenberg, Jacob Taubes. Briefwechsel 1961—1981 und weitere Materialien. Berlin: Suhrkamp, 2013

## Публикации на русском языке
- Таубес Я. Ad Carl Scmitt. Сопряжение противостремительного. Пер. с нем. Д. Кузницына. СПб.: «Владимир Даль», 2021
- Таубес Я. Западная эсхатология. Пер. с нем. А. Шурбелёва. СПб.: «Владимир Даль», 2023
- Стальная клетка и исход из неё